# Voghera (stacja kolejowa)
Voghera (włoski: Stazione di Voghera) – stacja kolejowa w Voghera, w regionie Lombardia, we Włoszech. Znajdują się tu 3 perony. Ze względu na swoje strategiczne położenie jest ważnym punktem dla komunikacji kolejowej i jednym z głównych dworców kolejowych w północno-zachodniej części Włoch.
Stacja jest zawarta w programie Centostazioni, wraz z innymi 102 stacjami.